# Lecanora atroviridis
Lecanora atroviridis är en lavart som beskrevs av Fée. Lecanora atroviridis ingår i släktet Lecanora och familjen Lecanoraceae.   Inga underarter finns listade i Catalogue of Life.